# Verbascum hema-figranum
Verbascum hema-figranum är en flenörtsväxtart som beskrevs av Hemaid. Verbascum hema-figranum ingår i släktet kungsljus, och familjen flenörtsväxter. Inga underarter finns listade i Catalogue of Life.